# Zeitldorf
Zeitldorf ist ein Ortsteil des Marktes Metten im niederbayerischen Landkreis Deggendorf.

## Lage
Zeitldorf liegt an der Donau etwa drei Kilometer südwestlich von Metten nördlich der Kreisstraße DEG 15.

## Geschichte
Bei Zidelara, Zidlarin oder Ceydlarn mit seinem mächtigen Adelsgeschlecht des frühen 11. Jahrhunderts handelt es sich vermutlich nicht um das heutige Zeitldorf, sondern um Ober-/Unterzeitldorn. Zeitldorf dürfte aber einer der ältesten Orte im Raum Metten sein, da die Kolonisierungsarbeit des Klosters Metten im unmittelbaren Umkreis anscheinend längere Zeit untergeordnete Bedeutung hatte. Der Ort gehörte zum Amt Haebisch mit seinem Mittelpunkt Mariaposching. Schon bei der Gemeindebildung 1818/1821 wurde Zeitldorf ein Teil der Gemeinde Metten. Anders als die übrigen Gemeindeteile der Gemeinde Metten gehört es aber nicht zur Pfarrei Metten, sondern zur Pfarrei Mariaposching. Eine historische Schreibweise in Karten ist auch Zeildorf. Bei der Volkszählung 1987 hatte der Weiler Zeitldorf 38 Einwohner.

## Sehenswürdigkeiten
In Zeitldorf sind vier Baudenkmäler gelistet, darunter zwei Wohnstallhäuser und ein Traidkasten. Außerdem die Dorfkapelle Zeitldorf, ein neuromanischer Satteldachbau mit Dachreiter, der aus der zweiten Hälfte des 19. Jahrhunderts stammt.